# Love's Burial Ground
Love's Burial Ground è il terzo full-length album della band piacentina Forgotten Tomb, uscito il 1º ottobre 2004, con l'etichetta discografica Adipocere Records

## Tracce
1. Malus Vivendi Part I – 2:15
2. Kill Life – 8:43
3. Alone – 11:57
4. House Of Nostalgia – 13:10
5. Malus Vivendi Part II – 1:04
6. Love's Burial Ground – 10:55
7. Slave To Negativity – 9:15
8. Forgotten Tomb MMIII – 5:49
9. Malus Vivendi Part III – 2:02